# Beau Jack
Sidney Walker, meglio noto come Beau Jack (Augusta, 1º aprile 1921 – 9 febbraio 2000), è stato un pugile statunitense.
È stato uno dei campioni più popolari negli Stati Uniti durante il periodo della Seconda guerra mondiale. Afroamericano, fu campione del mondo dei pesi leggeri negli anni tra il 1942 e il 1944.

## Gli inizi
Nato ad Augusta, in Georgia, in seguito alla morte della madre fu cresciuto dalla nonna materna, che gli diede il soprannome di "Beau Jack". Fin da giovanissimo Jack lavorò come lustrascarpe ad Augusta, e fin dall'età di 15 anni partecipò alle brutali battles royal per arrotondare i propri miseri guadagni.
Si trattava di combattimenti tra sei Neri bendati, che si svolgevano per lo stupido divertimento di alcuni Bianchi danarosi, e che terminavano quando rimaneva in piedi solo uno dei combattenti. Nonostante la sua piccola statura, Jack finiva spesso per vincere.
In seguito ad uno di questi incontri al golf club di Augusta, Jack iniziò a lavorare come caddie. In breve divenne amico di alcuni dei membri del club, tra cui il leggendario golfista Bobby Jones, che lo facilitò ad allenarsi come pugile, consentendogli di iniziare la carriera.

## La carriera
Divenne professionista nel 1940, accumulando in breve un record di tutto rispetto che gli consentì di combattere contro Tippy Larkin, il 18 dicembre 1942 al Madison Square Garden di New York, per il titolo mondiale vacante dei pesi leggeri nella versione della Commissione Atletica dello Stato di New York. Beau Jack lo batté per KO al 3º round, conquistando la cintura mondiale della categoria. L'anno dopo batté due volte ai punti l'ex campione del mondo dei pesi welter Fritzie Zivic, in un match non valido per il titolo. Sempre nel 1943, Beau Jack batté ai punti il grandissimo Henry Armstrong, ex campione del mondo dei welter e dei leggeri. Anche in tal caso non c'era nessun titolo in palio.
Di Beau Jack si ricordano quattro mitiche sfide con Bob Montgomery, 2 vinte e 2 perse, tutte ai punti. La prima di esse, combattuta a New York il 21 maggio 1943, consentì a Montgomery di strappargli il titolo mondiale dei leggeri. La rivincita del 19 novembre successivo fu invece appannaggio di Beau Jack che si riprese il titolo mondiale. Il match fu dichiarato Ring Magazine fight of the year per il 1943. Vi fu anche un terzo incontro con il titolo in palio, il 3 marzo 1944 e, stavolta, Montgomery strappò definitivamente a Beau Jack la cintura mondiale. Anche questo match fu dichiarato Ring Magazine fight of the year per il 1944. Il 4 agosto 1944 i due pugili s'incontrarono per la quarta volta ma senza titolo mondiale in palio. Il verdetto ai punti, sia pur non unanime, fu favorevole a Beau Jack che fu eletto Fighter of the year (pugile dell'anno) 1944 dalla rivista statunitense Ring Magazine. 
Inoltre, del pugile afroamericano sono ricordati numerosi altri incontri con alcuni dei migliori pesi leggeri o welter della propria epoca: 
- Sammy Angott, con cui pareggiò nel 1944 e poi sconfisse per KOT al 7º round nel 1947 (l'unica sconfitta prima del limite che Angott subì nel corso della propria lunga carriera);
- Kid Gavilán, da cui fu battuto ai punti nel 1949;
- Lew Jenkins, che Beau Jack batté per KOT al 5º round nel 1950;
- Ike Williams, che sfidò per il mondiale dei leggeri nel 1948, perdendo per KOT al 6º round, incontrandolo poi nuovamente in altri 3 match di fine carriera, 2 di cui persi ai punti nel 1951 e nel 1955, e un altro pareggiato nel 1955.

La International Boxing Hall of Fame ha riconosciuto Beau Jack fra i più grandi pugili di ogni tempo. Nel 2001 la rivista Ring Magazine lo ha collocato al 10º posto nella propria classifica dei migliori pesi leggeri della storia del pugilato. Nel 2002 la medesima rivista lo ha inserito al 64º posto in una propria classifica degli 80 migliori pugili degli ultimi 80 anni.

## Caratteristiche tecniche
Beau Jack era noto per combattere con uno stile da swarmer, caratterizzato da un'aggressività senza soste.